# ماشية هيليوس

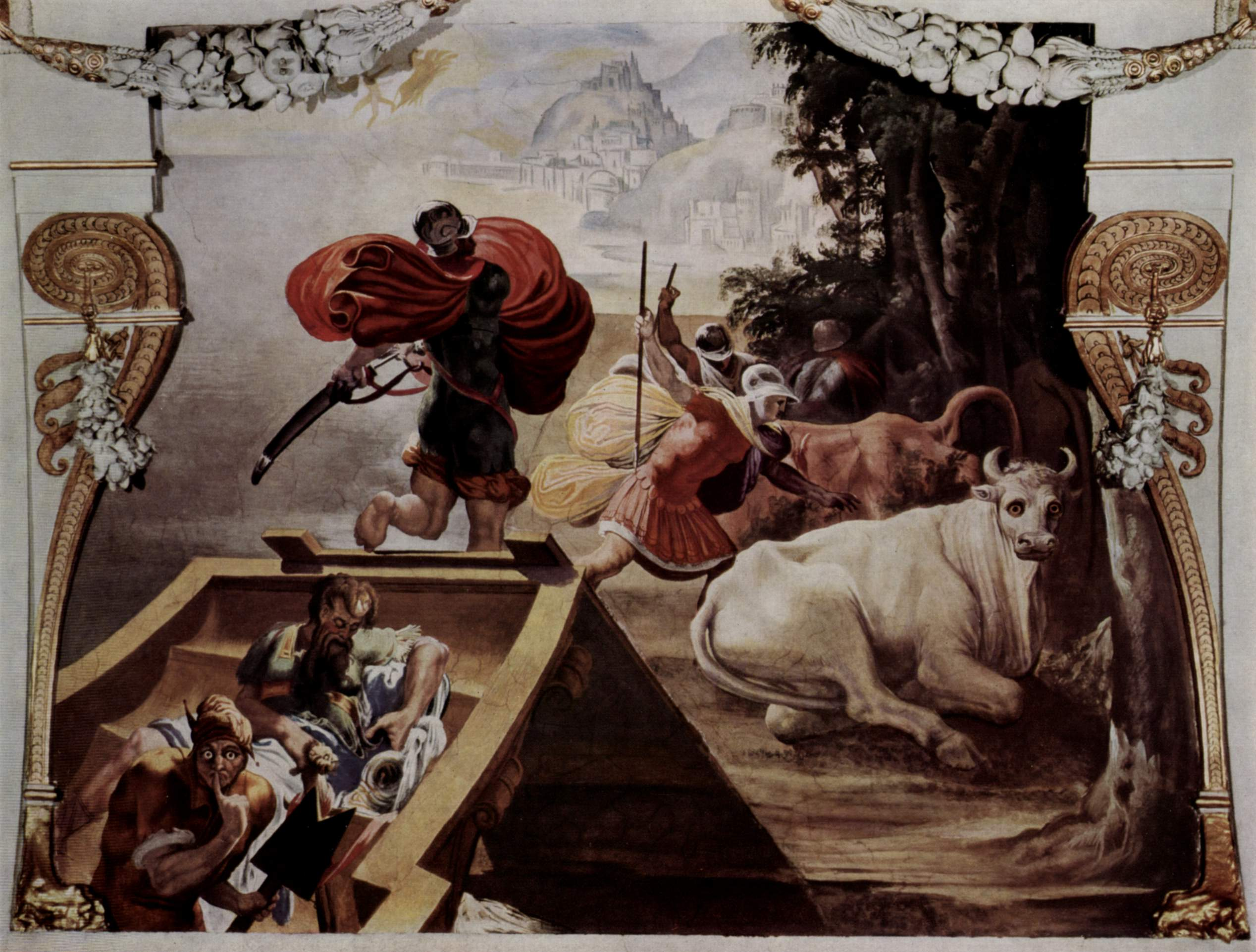
"" رفاق أوديسيوس يسرقون ماشية هيليوس "(فريسكو للفنان بيليجرينو تيبالدي ، 1554/56)

أبقار هيليوس والتي تسمى أيضًا ثيران الشمس). في الأساطير اليونانية هي قطعان الماشية لإله الشمس هيليوس الذي كان يرعاها في جزيرة ثريناسيا (والتي يعتقد أنها جزيرة صقلية).

## الميثولوجيا
يقال إن هيليوس التي تعرف في الأساطير اليونانية باسم تيتان الشمس، كانت لديها سبعة قطعان من الثيران وسبعة قطعان من الأغنام، يبلغ عدد كل منها خمسين رأساً. في الأوديسة يصف هوميروس هذه الأبقار الخالدة بأنها لطيفة، عريضة الحاجب، سمينة وذات قرون مستقيمة. كانت الماشية تحت حراسة بنات هيليوس «فاوثوسا» و«لامبيتيتش»، وكان معروفاً للجميع أن أي ضرر لأي حيوان كان من المؤكد أنه سيقلل من غضب الإله.
يتم تحذير أوديسيوس من قبل كل من تيريسياس وكيركي في تجنب جزيرة هيليوس (ثريناسيا). يصل أوديسيوس وطاقمه إلى ثريناسيا بعد اجتياز الحورية سيلا والوحش كاريبديس. عندما يتوسل يوريلوخوس للسماح له بالنزول لإعداد العشاء، يوافق أوديسيوس على مضض بشرط أن يقسم الطاقم أنه إذا صادف قطيعاً من الماشية أو قطيعاً كبيراً من الأغنام، فلن يقتل أحد أياً منهم. ويتم احتجازهم في الجزيرة لمدة شهر بسبب عاصفة غير مواتية أرسلها بوسيدون.
عندما يصعد أوديسيوس إلى الجزيرة ليصلي إلى الآلهة ويطلب المساعدة، يقنع يوريلوخوس الطاقم بسوق أفضل ماشية في هيليوس والتضحية بها للآلهة، وعندما يعود أوديسيوس إلى السفينة يوبخ رفاقه لعصيان أوامره. ولكن بعد فوات الأوان، حيث ماتت الماشية وذهبت.
يخبر لامبيتيا هيليوس بأن رجال أوديسيوس قد ذبحوا ماشيته. فيأمر هيليوس الآلهة بالانتقام من رجال أوديسيوس. ويهددهم بأنهم إذا لم يدفعوا له كفارة كاملة عن الماشية، فسوف يأخذ الشمس إلى العالم السفلي ويضيئها بين الموتى. فيعد زيوس هيليوس بضرب سفينتهم بواسطة صاعقة وتمزيقها إلى قطع في وسط المحيط.
وسرعان ما تظهر الآلهة آيات وعجائب لرجال أوديسيوس، فتبدأ الجلود في الزحف إليهم ويهطل عليهم اللحم كالرذاذ سواء كانت نيئة أو مشوية، ويسمعون صوت يشبه صوت الماشية. يتغذى رفاق أوديسيوس لمدة ستة أيام على كلب هيليوس. وفي اليوم السابع تتغير الريح. وبعد أن يبحروا، يحافظ زيوس على كلمته ويدمر البرق سفينتهم أثناء هبوب عاصفة ويموت جميع رجال أوديسيوس.
ونجا أوديسيوس فقط متشبثًا بحطام السفينة لمدة تسعة أيام، حمل أوديسيوس عن طريق البحر، وفي اليوم العاشر تم تسميره في جزيرة الحورية كاليبسو ابنة العملاق أطلس وبليون وايثرا (وفقًا لنسخة أخرى كانت كاليبسو ابنة الإله هيليوس وبيرسايد)، تقع كاليبسو في حب أوديسيوس وتطلب منه أن يبقى معها إلى الأبد، وتمنحه الخلود. حيث ترغب الزواج منه كاليبسو فتحتجزه لمدة سبع سنوات في أوجيجيا وتمنعه من العودة إلى منزله في إيثاكا، لكن أوديسيوس كان يتوق إلى وطنه وزوجته بينيلوب ويصرخ باستمرار، و«يعذب روحه بالآهات والدموع والحزن المرير».

### هرقل
هناك إشارة أخرى إلى قطيع هيليوس في معركة العمالقة الكونية مع آلهة الأولمب. أثناء الصراع بين العمالقة وآلهة الأوليمبوس، لم تستطع الآلهة التغلب على العملاقة إلا بمساعدة البشر، حيث شارك هرقل في الصراع إلى جانب والده الإله زيوس.
أكبر العمالقة كانوا الكيونيوس وبورفيريون. ووفقاًللشاعر بينداروس كان الكيونيوس راعي وذكر أبولودورس الأثيني بأنه سرق ماشية هيليوس من إريثيا. انتهت المعركة بانتصار الآلهة وقتل هرقل لألكونيوس ورميه بعيداً عن وطنه.

## الهوامش
1. ↑  "هوميروس ، أوديسة ، كتاب 12". www.perseus.tufts.edu. مؤرشف من الأصل في 2017-02-20.
2. ↑  تريب ، 1970 ، قسم "هيليوس" ج.
3. ↑  تريب ، 1970 ، "أوديسيوس" القسم الأول.
4. ↑  هوميروس ، أوديسة ، الثاني عشر ، 262 ، 348 ، 363.
5. ↑  كاليبسو هي صورة غامضة من الأساطير اليونانية القديمة. معنى كلمة كاليبسو كاليبسو الأساطير اليونانية نسخة محفوظة 2021-10-30 على موقع واي باك مشين.
6. ↑  بينداروس: برزخ 6.30–34 (بالانجليزية) نسخة محفوظة 2021-10-30 على موقع واي باك مشين.
7. ↑  أبولودوروس: "مكتبة" ("كيرجاستو") 1.6.1 (بالانجليزية). نسخة محفوظة 2021-10-23 على موقع واي باك مشين.